# Klarotes
De klarotes ("gebogen nek") waren een soort van staatslaven van de Doriërs op Kreta in de Archaïsche periode, vergelijkbaar met de heloten in Sparta, die zich vooral met landbouw bezighielden.